# Jocurile Olimpice de vară din 2024
Jocurile Olimpice de vară din 2024, cunoscute oficial sub numele de a XXXIII-a ediție a Jocurilor Olimpice de vară, a fost ediția cu numărul treizeci și trei a Jocurilor Olimpice de vară, cel mai mare eveniment multi-sportiv care are loc o dată la patru ani. Jocurile Olimpice de vară din 2024 sunt cunoscute, în general, sub numele de Paris 2024, deoarece evenimentul s-a desfășurat în Paris, Franța.
După ce a organizat Olimpiadele din 1900 și 1924, Parisul este al doilea oraș care a găzduit olimpiada de trei ori, după Londra (1908, 1948 și 2012). 2024 a marcat centenarul Jocurilor de la Paris din 1924 și a șasea ediție olimpică găzduită de Franța (trei vara și trei iarna).
Procesul de votare pentru aceste Jocuri a început în 2015. Cinci orașe și-au depus candidatura, dar Hamburg, Roma și Budapesta s-au retras, lăsând în cursă doar orașele Paris și Los Angeles. O propunere de alegere simultană a orașelor gazdă pentru Jocurile olimpice din 2024 și 2028 a fost aprobată printr-o sesiune extraordinară a CIO care a avut loc la 11 iulie 2017 la Lausanne. La 31 iulie 2017, CIO a negociat un acord prin care Parisul va găzdui Jocurile în 2024 și Los Angeles patru ani mai târziu. Anunțul oficial al acestei decizii a avut loc la cea de-a 131-a sesiune a CIO de la Lima, Peru din 13 septembrie 2017.

## Selectarea orașului-gazdă
Paris, Hamburg, Budapesta, Roma și Los Angeles au fost cele cinci orașe candidate. Cu toate acestea, în cadrul procesului au avut loc retrageri, din cauza incertitudinilor politice și a costuri citate ca descurajând orașele care ofertează. Hamburg și-a retras oferta la 29 noiembrie 2015 după organizarea unui referendum. Roma s-a retras pe 21 septembrie 2016 invocând dificultăți financiare. La 22 februarie 2017, Budapesta s-a retras după ce o petiție împotriva ofertei a adunat mai multe semnături decât era necesar pentru un referendum.
În urma acestor retrageri, la 9 iunie 2017, Comitetul executiv al CIO s-a întrunit la Lausanne, Elveția, pentru a discuta despre procesele de licitație pentru jocurile din 2024 și 2028. Comitetul Internațional Olimpic a propus în mod oficial alegerea orașelor gazdă olimpice pentru jocurile din 2024 și 2028 în același timp în 2017, propunere pe care o sesiune extraordinară a CIO a aprobat-o la 11 iulie 2017 la Lausanne. CIO a înființat un proces prin care comitetele de licitație LA 2024 și Paris 2024 s-au întâlnit cu CIO pentru a discuta cine va găzdui Jocurile în 2024 și 2028 și dacă este posibilă selectarea orașelor gazdă pentru ambele în același timp.
În urma deciziei de atribuire a celor două Jocuri simultan, Parisul a fost ales drept gazda pentru Jocurile din 2024. La 31 iulie 2017, CIO a anunțat Los Angeles ca singurul oraș candidat pentru 2028, permițând Parisului să fie confirmat ca gazdă pentru 2024. Ambele decizii au fost ratificate la cea de-a 131-a sesiune a CIO din 13 septembrie 2017.

### Selecția finală
Parisul a fost ales drept oraș gazdă la 13 septembrie 2017 la cea de-a 131-a sesiune a CIO de la Lima, Peru. Cei doi membri francezi ai CIO, Guy Drut și Tony Estanguet, nu au fost eligibili pentru a vota în conformitate cu regulile Cartei Olimpice.
| Paris | Franța | Unanimitate |

## Dezvoltare și pregătiri

### Locații și infrastructură
Majoritatea evenimentelor olimpice au avut loc în Paris și în regiunea metropolitană a acestuia, inclusiv în orașele învecinate Saint-Denis, Le Bourget, Nanterre, Versailles și Vaires-sur-Marne. Turneele de handbal au avut loc la Lille, care se află la 225 km de orașul gazdă; competițiile de navigație și unele meciuri de fotbal au avut loc în orașul Marsilia, care se află la 777 km de orașul gazdă; între timp, se așteaptă ca probele de surfing să se desfășoare în satul Teahupo'o din teritoriul de peste mări al Polineziei franceze, care se află la 15.716 km de orașul gazdă. Fotbalul a fost găzduit, de asemenea, în alte cinci orașe, care sunt Bordeaux, Décines-Charpieu, Nantes, Nisa și Saint-Étienne, unele dintre acestea fiind locul unde unele cluburi din Ligue 1 își joacă meciurile pe teren propriu.

#### Zona Grand Paris

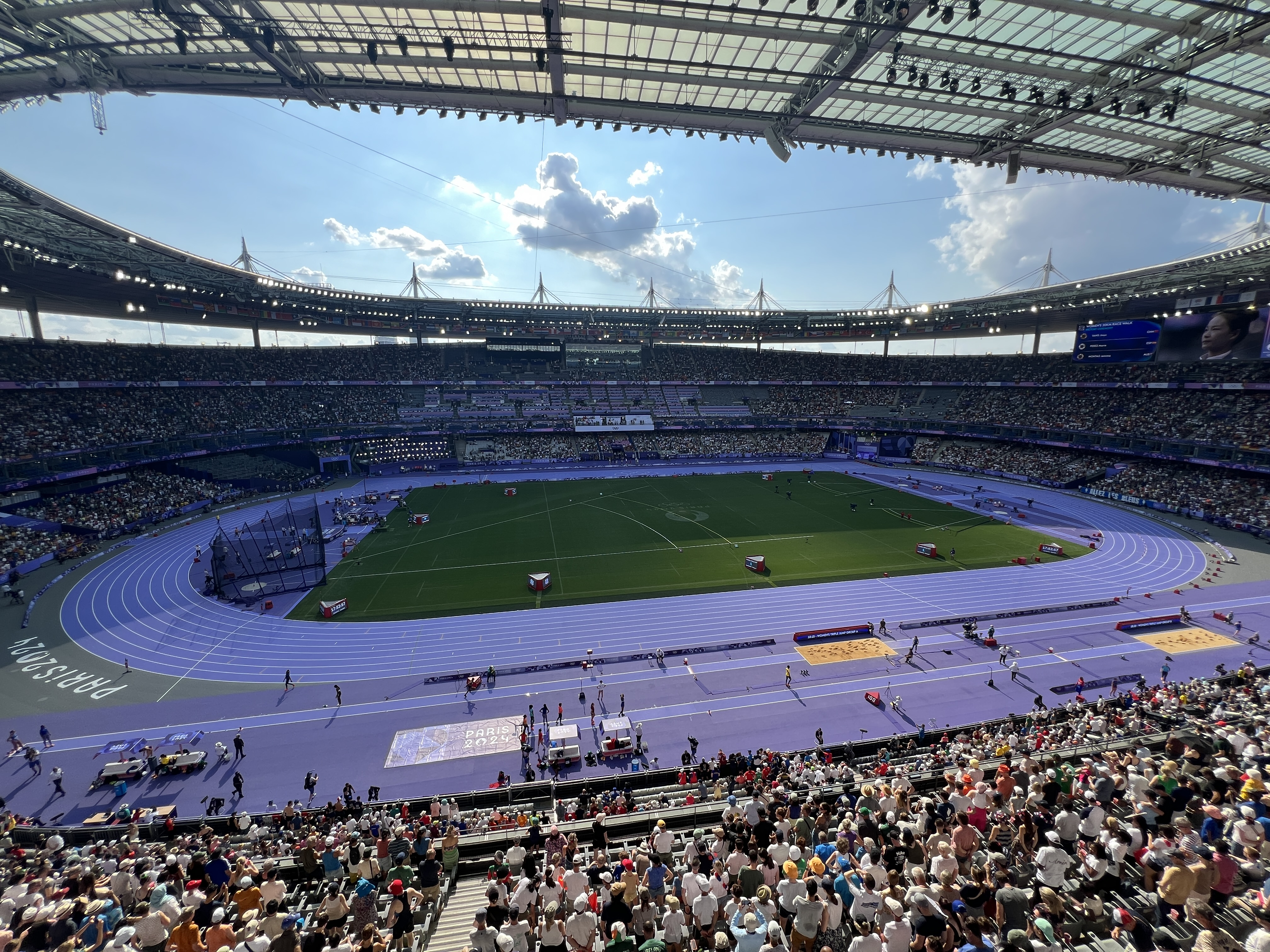
Stade de France

| Loc                        | Probe                                                                              | Capacitate | Status    |
| -------------------------- | ---------------------------------------------------------------------------------- | ---------- | --------- |
| Yves du Manoir Stadium     | Hochei pe iarbă                                                                    | 15.000     | Renovat   |
| Stade de France            | Rugby în 7                                                                         | 77.083     | Existent  |
| Stade de France            | Atletism                                                                           | 77.083     | Existent  |
| Stade de France            | Ceremonia de închidere                                                             | 77.083     | Existent  |
| Paris La Défense Arena     | Aquatics (swimming, water polo finals)                                             | 15.220     | Existent  |
| Porte de La Chapelle Arena | Badminton                                                                          | 8.000      | Adițional |
| Porte de La Chapelle Arena | Gimnastică (ritmică)                                                               | 8.000      | Adițional |
| Paris Aquatic Centre       | Natație (preliminarii și meciuri eliminatorii polo pe apă, natație, înot artistic) | 5.000      | Adițional |
| Le Bourget Climbing Venue  | Cățărare                                                                           | 5.000      | Temporar  |
| Arena Paris Nord           | Box (preliminarii, sferturi de finală)                                             | 6.000      | Existent  |
| Arena Paris Nord           | Pentatlon modern (rundele de scrimă)                                               | 6.000      | Existent  |

Note
1. ↑  Comitetul local de organizare folosește numele Arena 92, care nu este sponsorizat și care a fost numele locului de desfășurare în faza inițială de planificare. Până la inaugurarea sa în 2017, numele s-a schimbat în U Arena (de asemenea, nesponsorizat) și apoi în actualul Paris-La Défense Arena în 2018, printr-un contract de sponsorizare.

#### Zona Paris Centre

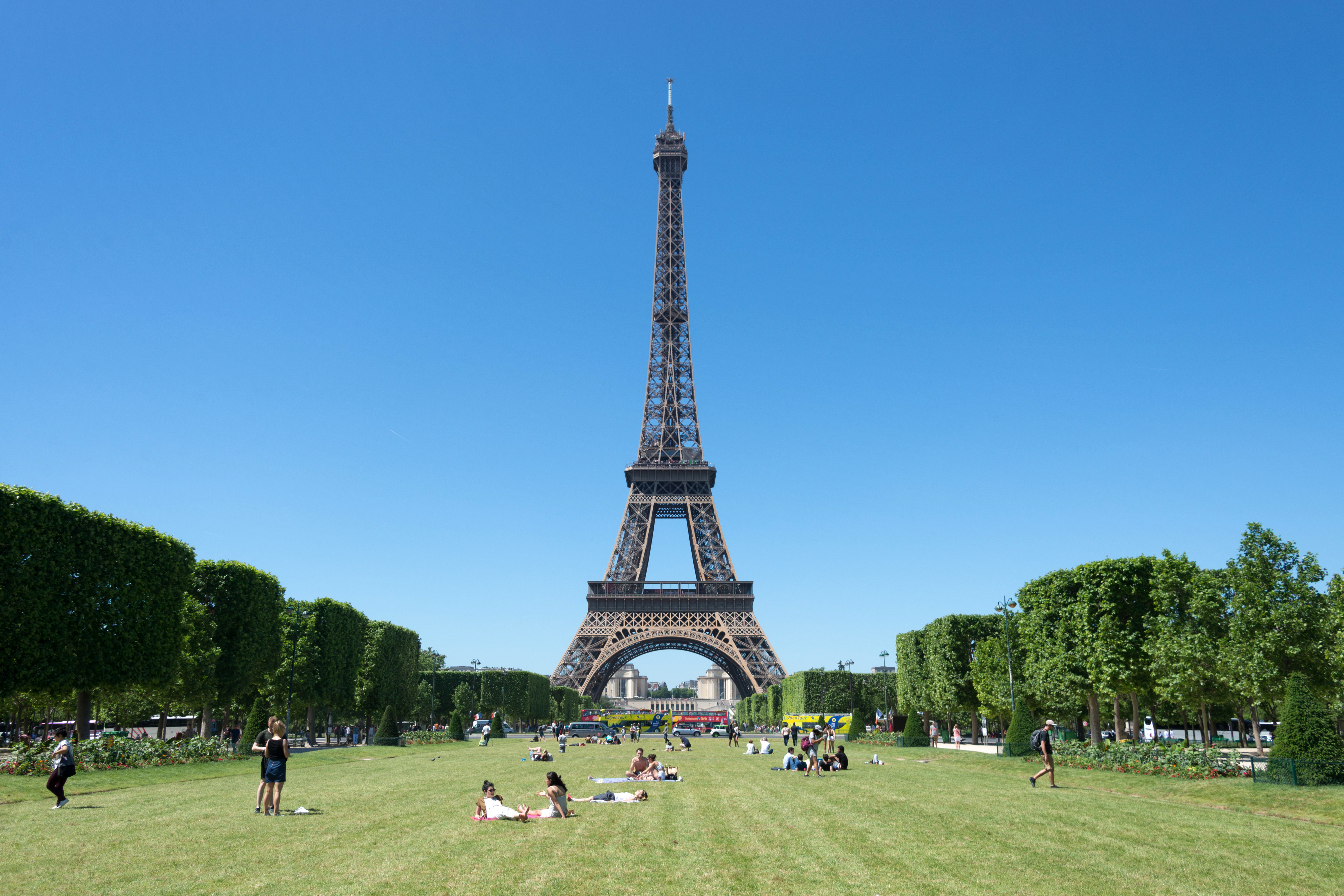
Champ de Mars

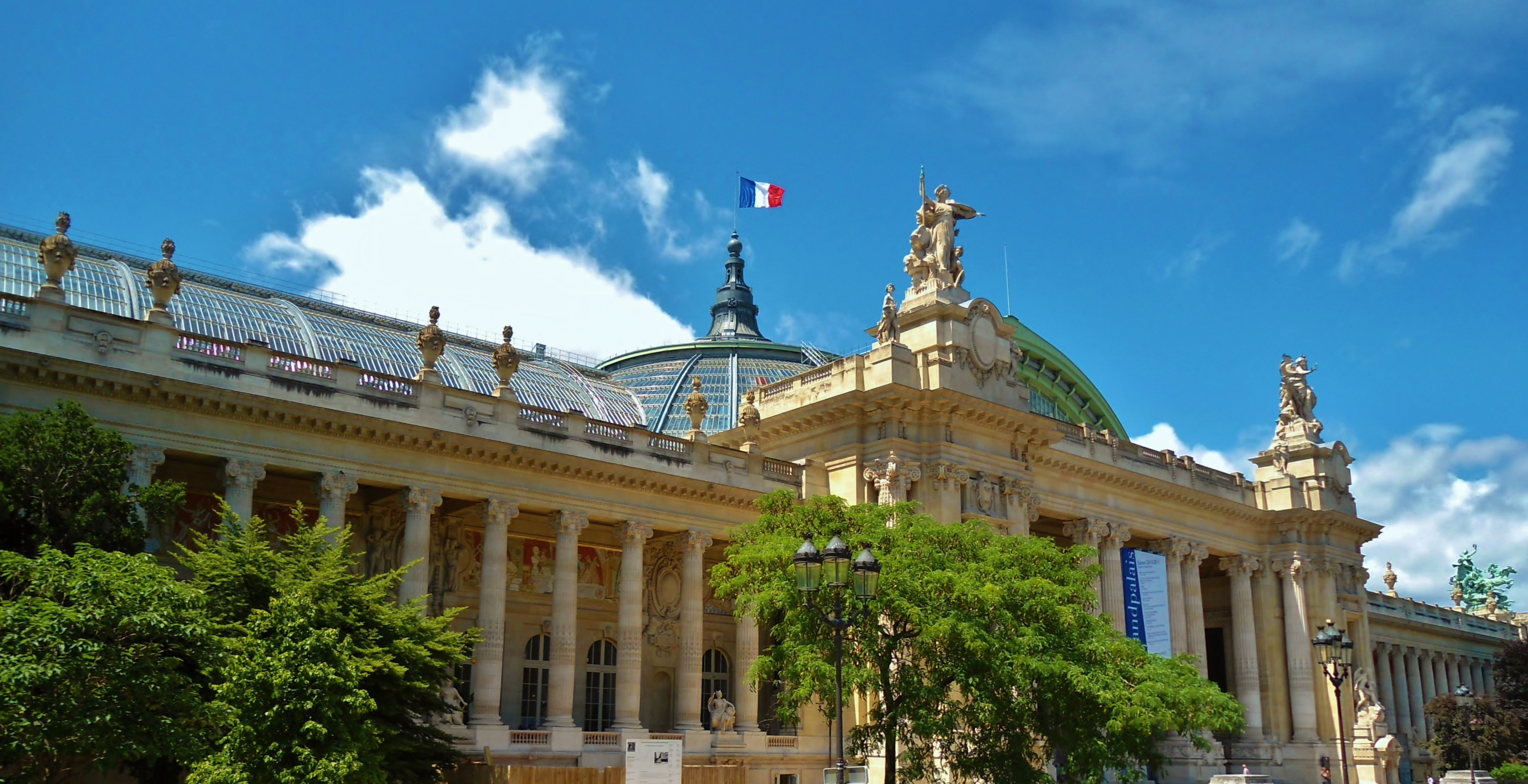
Grand Palais

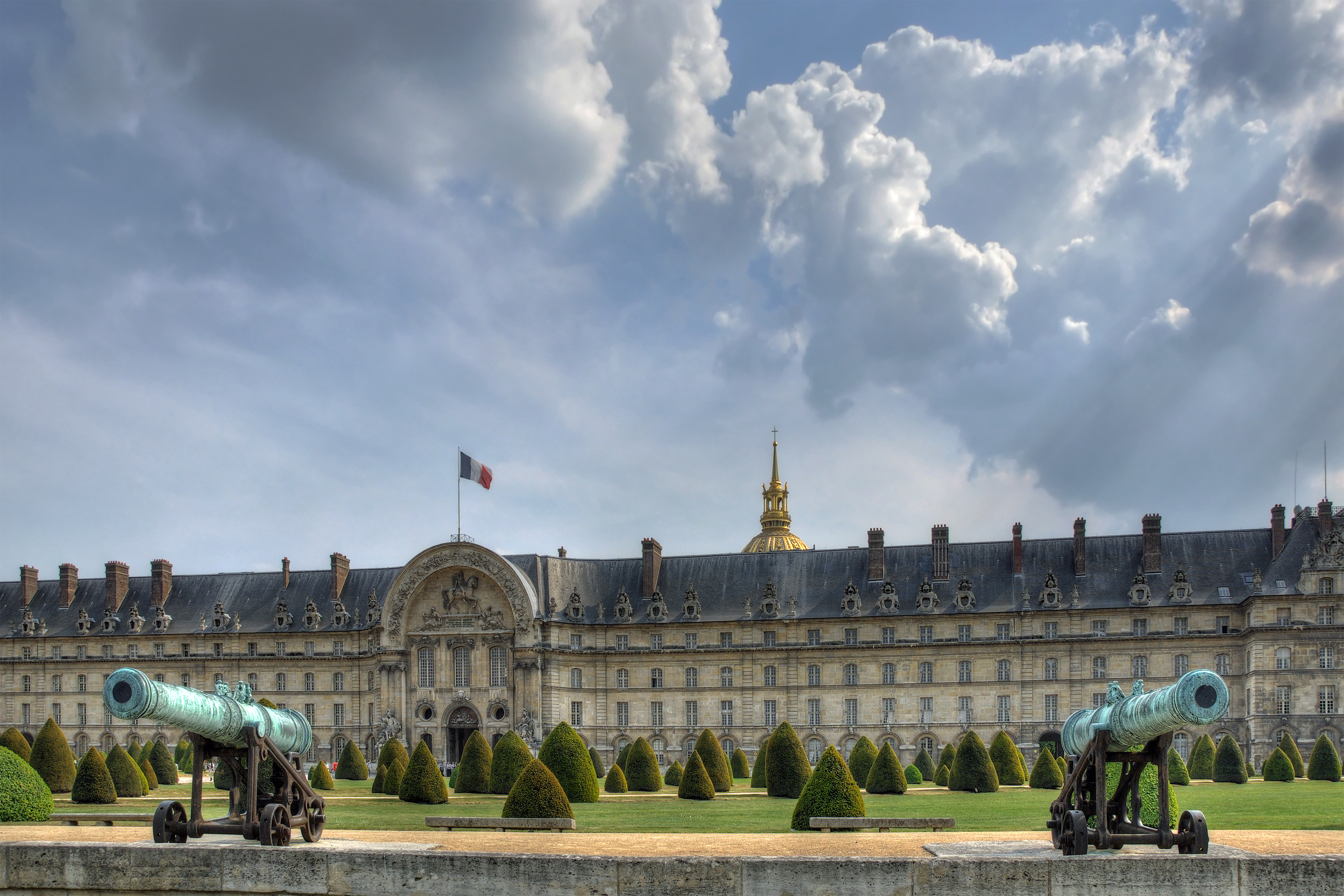
Les Invalides

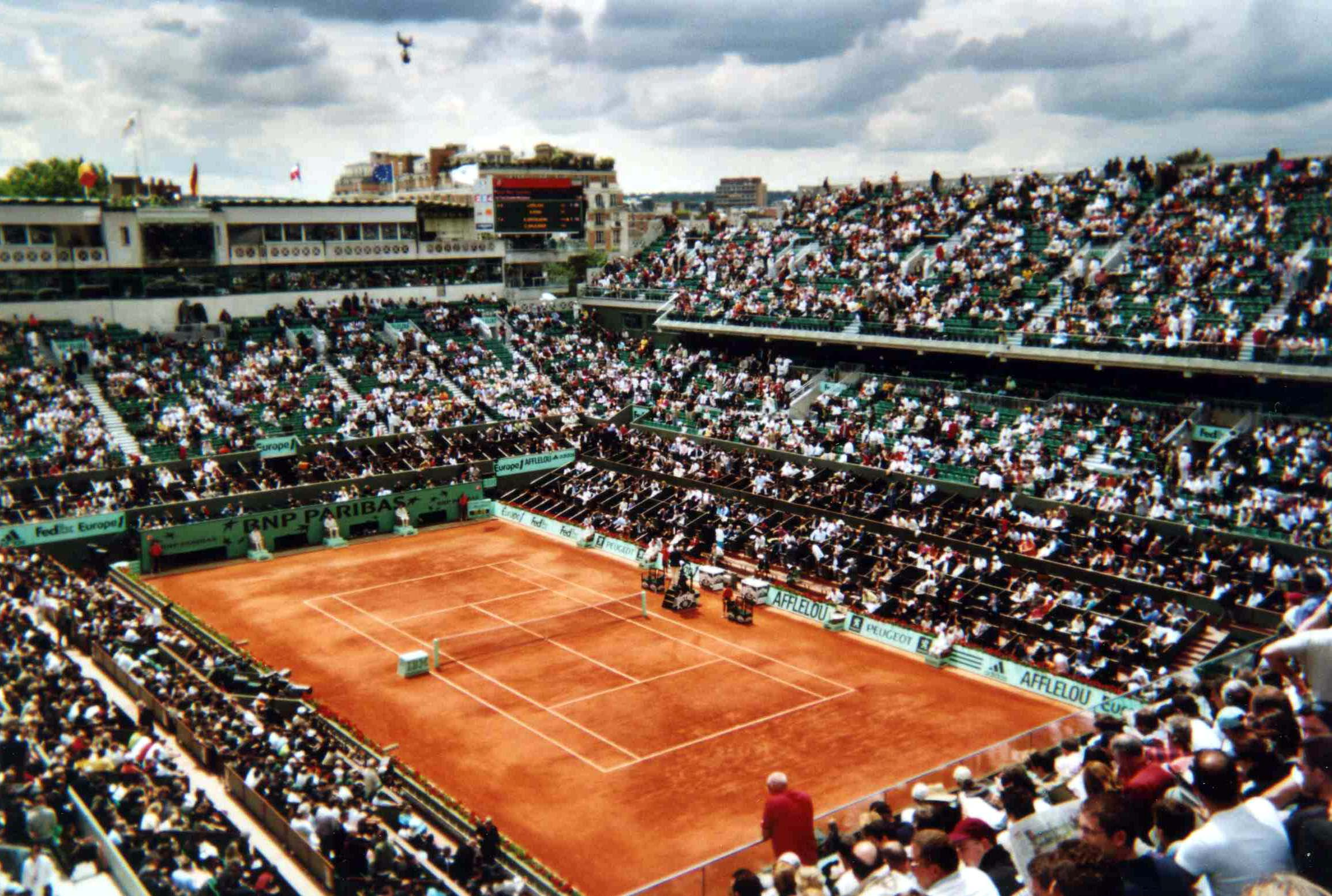
Stade Roland Garros

| Loc                                               | Evenimente                           | Capacitate                | Status   |
| ------------------------------------------------- | ------------------------------------ | ------------------------- | -------- |
| Parc des Princes                                  | Fotbal (grupe și faze eliminatorii)  | 48.583                    | Existent |
| Roland Garros Stadium                             | Tenis                                | 34.000                    | Existent |
| Roland Garros Stadium                             | Box (finale)                         | 34.000                    | Existent |
| Philippe Chatrier Court (cu acoperiș retractabil) | Box                                  | 15.000                    | Existent |
| Philippe Chatrier Court (cu acoperiș retractabil) | Tenis                                | 15.000                    | Existent |
| Court Suzanne Lenglen (cu acoperiș retractabil)   | Tenis                                | 10.000                    | Existent |
| Court Simonne Mathieu și terenuri secundare       | Tenis                                | 9.000 (5.000+2.000+8x250) | Existent |
| Paris Expo Porte de Versailles                    | Volei                                | 12.000                    | Existent |
| Paris Expo Porte de Versailles                    | Tenis de masă                        | 6.000                     | Existent |
| Paris Expo Porte de Versailles                    | Handbal (grupe)                      | 6.000                     | Existent |
| Paris Expo Porte de Versailles                    | Haltere                              | 6.000                     | Existent |
| Bercy Arena                                       | Gimnastică (artistică și trampolină) | 15.000                    | Existent |
| Bercy Arena                                       | Baschet (finale)                     | 15.000                    | Existent |
| Grand Palais                                      | Scrimă                               | 8.000                     | Existent |
| Grand Palais                                      | Taekwondo                            | 8.000                     | Existent |
| Place de la Concorde                              | Baschet (3x3)                        | 30.000                    | Temporar |
| Place de la Concorde                              | Breakdance                           | 30.000                    | Temporar |
| Place de la Concorde                              | Ciclism (BMX freestyle)              | 30.000                    | Temporar |
| Place de la Concorde                              | Skateboard                           | 30.000                    | Temporar |
| Pont d'Iéna                                       | Natație (înot maraton)               | 13.000 (3.000 pe scaune)  | Temporar |
| Pont d'Iéna                                       | Atletism (maraton, marș)             | 13.000 (3.000 pe scaune)  | Temporar |
| Pont d'Iéna                                       | Ciclism (șosea, contratimp)          | 13.000 (3.000 pe scaune)  | Temporar |
| Pont d'Iéna                                       | Triatlon                             | 13.000 (3.000 pe scaune)  | Temporar |
| Eiffel Tower Stadium                              | Volei pe plajă                       | 12.000                    | Temporar |
| Grand Palais Éphémère                             | Judo                                 | 8.000                     | Temporar |
| Grand Palais Éphémère                             | Wrestling                            | 8.000                     | Temporar |
| Les Invalides                                     | Tir cu arcul                         | 8.000                     | Temporar |

#### Zona Versailles

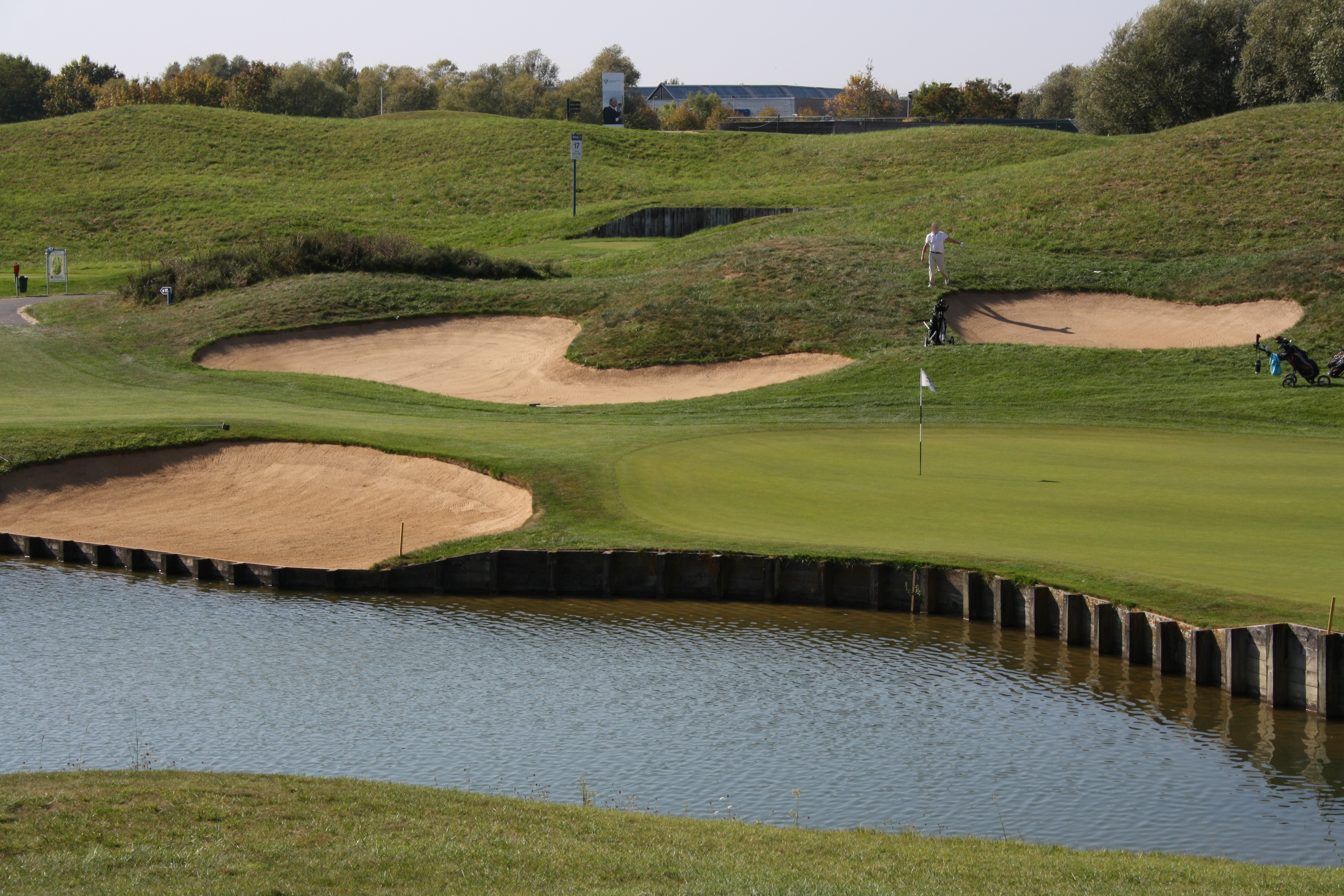
Le Golf National

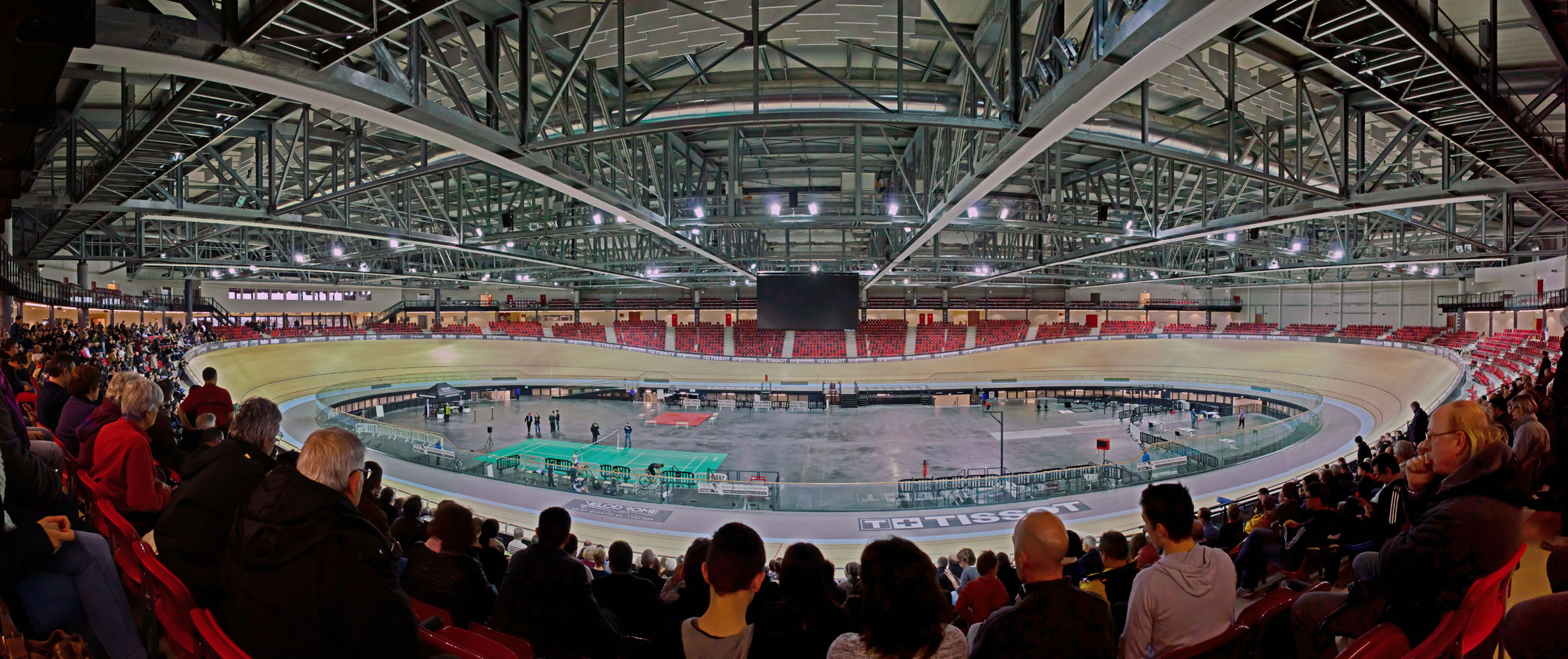
Vélodrome de Saint-Quentin-en-Yvelines

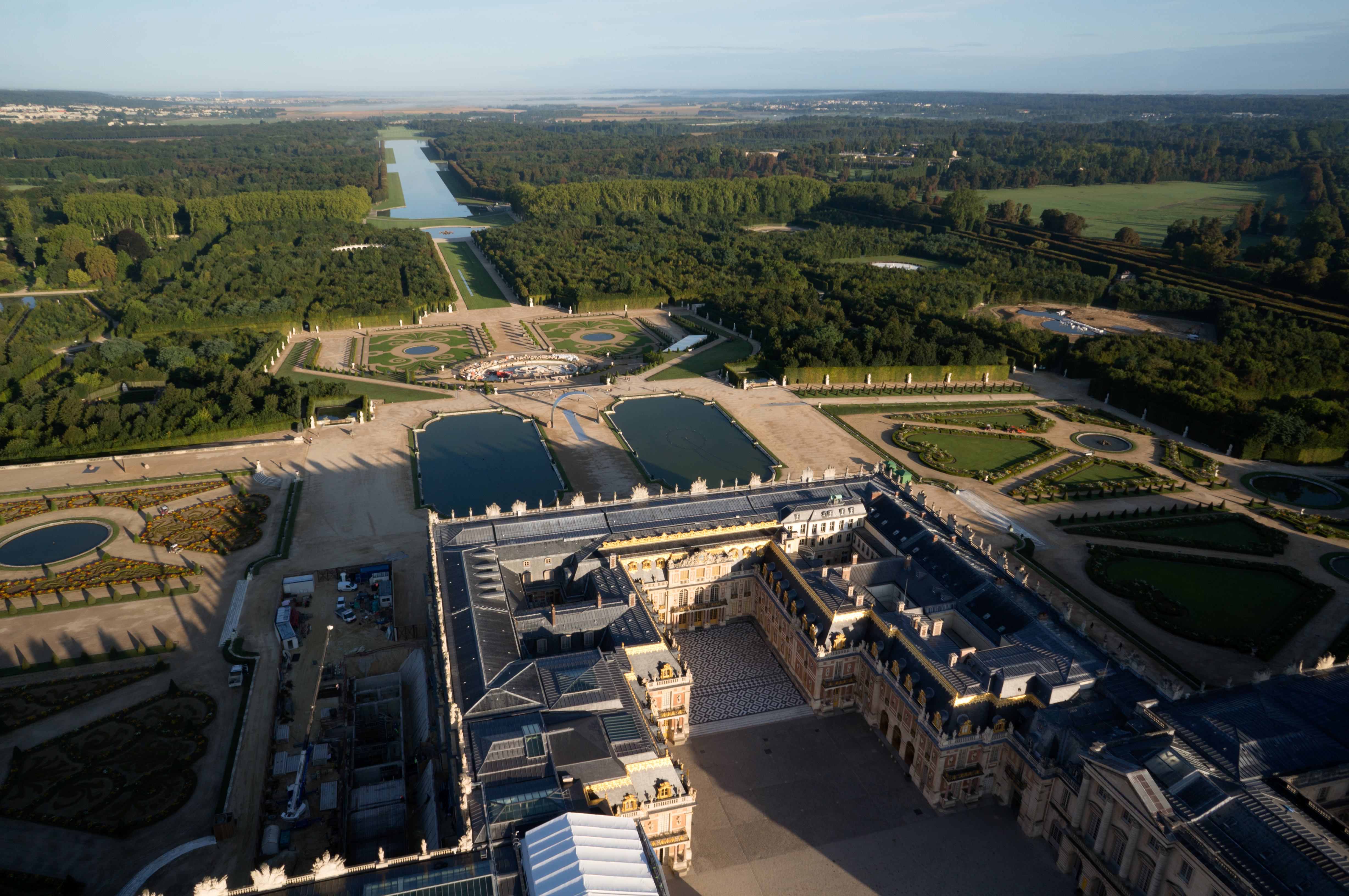
Palatul Versailles

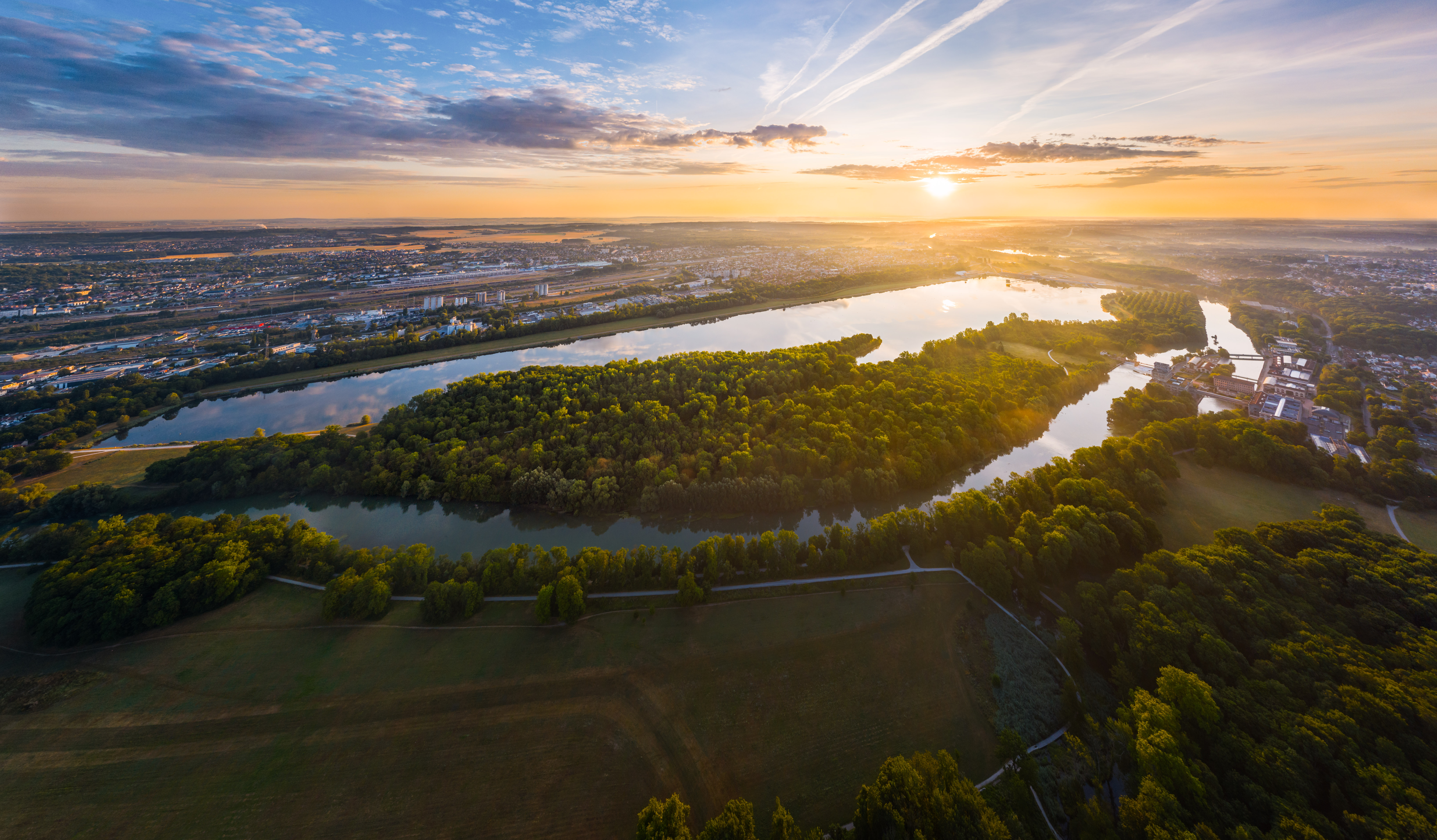
Vaires-Torcy Nautical Centre

| Loc                                    | Evenimente                                      | Capacitate               | Status   |
| -------------------------------------- | ----------------------------------------------- | ------------------------ | -------- |
| Grădinile Palatului Versailles         | Equestrian                                      | 80.000 (22.000 + 58.000) | Temporar |
| Grădinile Palatului Versailles         | Pentatlon modern (cu excepția probei de scrimă) | 80.000 (22.000 + 58.000) | Temporar |
| Le Golf National                       | Golf                                            | 35.000                   | Existent |
| Élancourt Hill                         | Ciclism (Mountain bike)                         | 25.000                   | Existent |
| Vélodrome de Saint-Quentin-en-Yvelines | Ciclism (pistă)                                 | 5.000                    | Existent |
| Vélodrome de Saint-Quentin-en-Yvelines | Ciclism (BMX racing)                            | 5.000                    | Existent |

#### Locații din afara Parisului

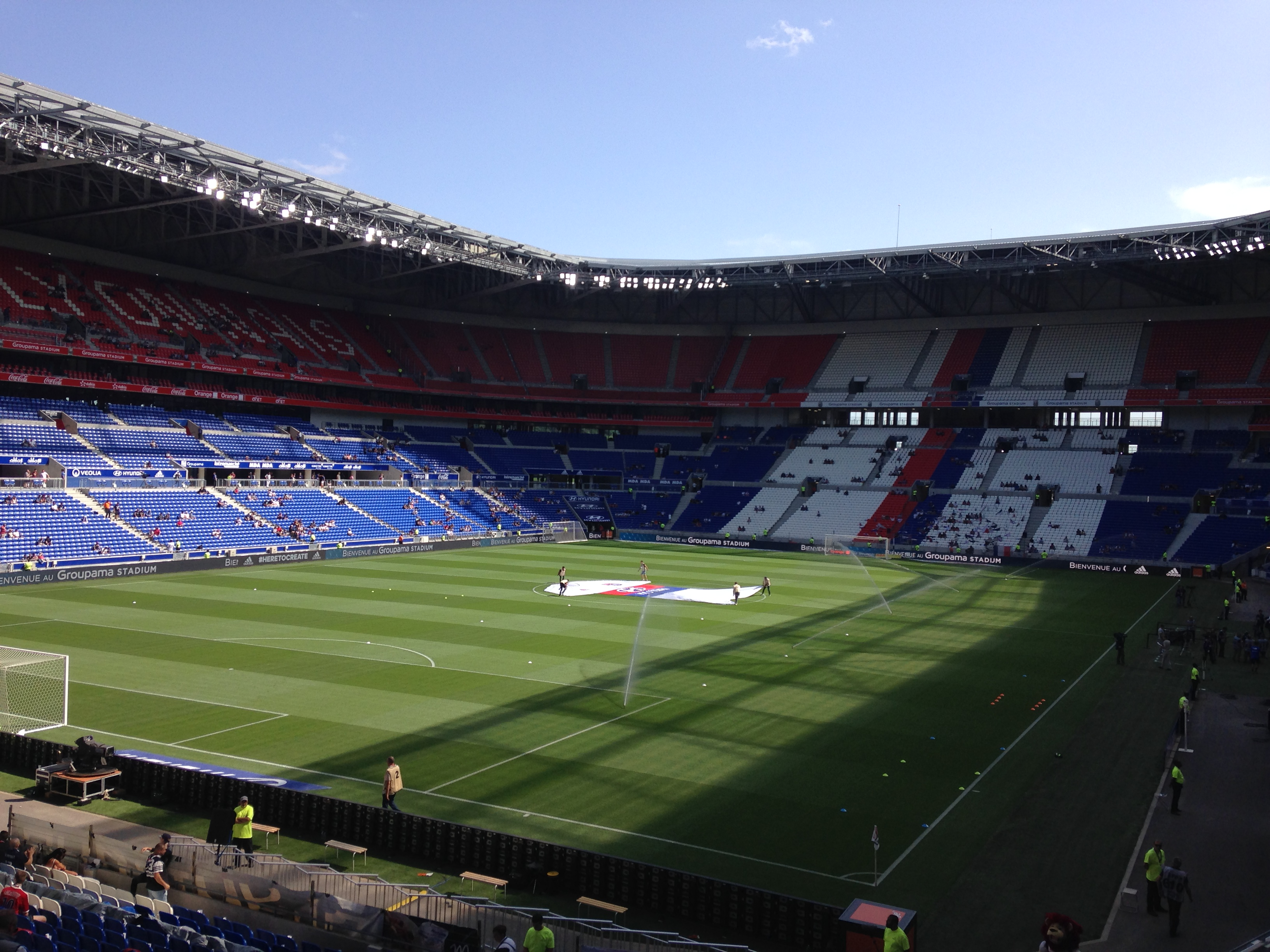
Parc Olympique Lyonnais

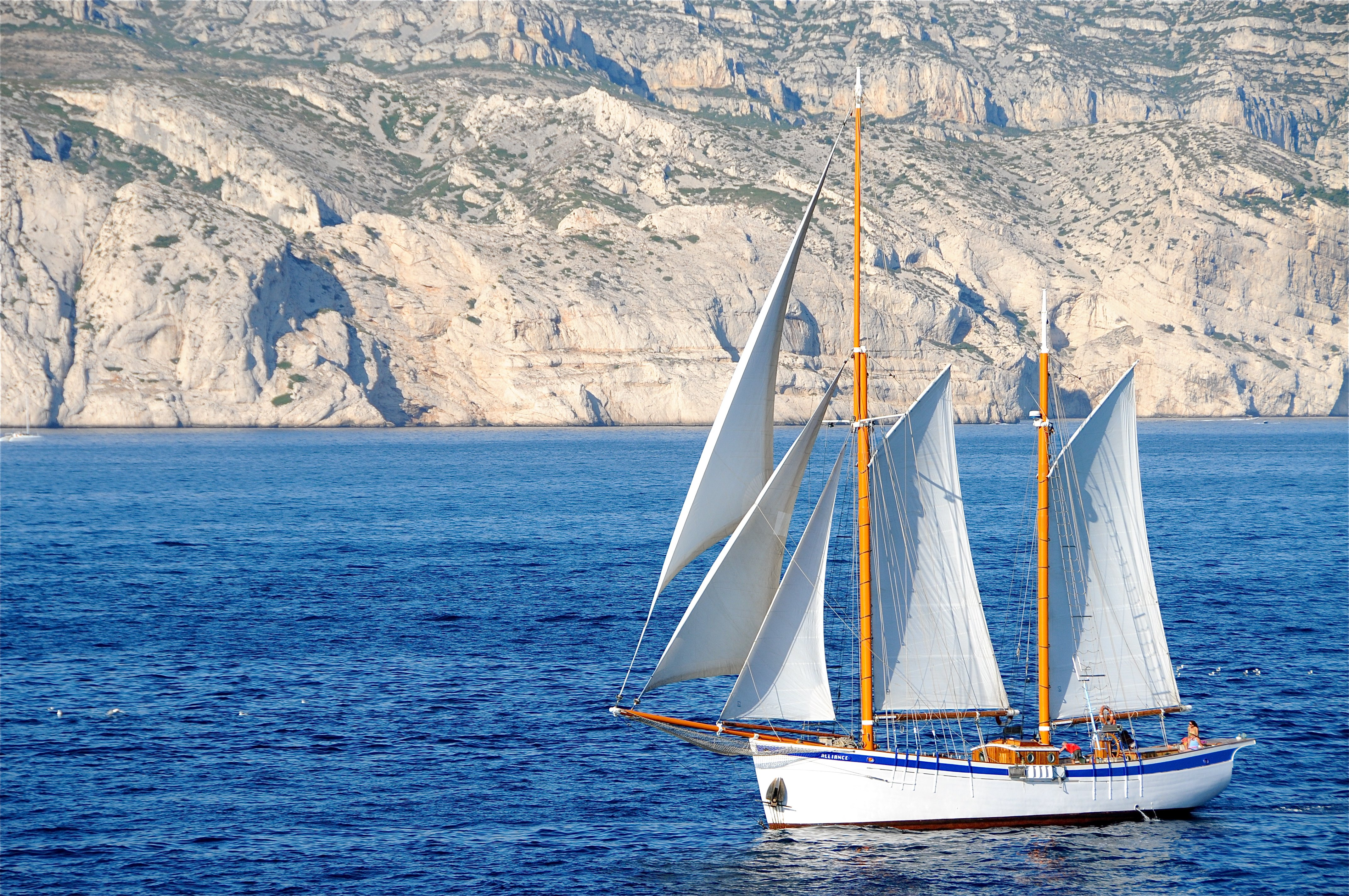
Marsilia

| Loc                                                                    | Evenimente | Capacitate | Status   |
| ---------------------------------------------------------------------- | --- | ---------- | -------- |
| Pierre Mauroy Stadium (Lille)                                          | Baschet (grupe)                                                                                               | 26.000     | Existent |
| Pierre Mauroy Stadium (Lille)                                          | Handbal (finale)                                                                                              | 26.000     | Existent |
| Stadionul Nautic Olimpic Național din Île-de-France (Vaires-sur-Marne) | Canotaj | 22.000     | Existent |
| Stadionul Nautic Olimpic Național din Île-de-France (Vaires-sur-Marne) | Caiac canoe (sprint)                                                                                          | 22.000     | Existent |
| Stadionul Nautic Olimpic Național din Île-de-France (Vaires-sur-Marne) | Caiac canoe (slalom)                                                                                          | 22.000     | Existent |
| Stade Vélodrome (Marseille)                                            | Fotbal (6 meciuri din grupe, sfert de finală din turneul feminin, semifinală din turneul masculin)            | 67.394     | Existent |
| Parc Olympique Lyonnais (Lyon)                                         | Fotbal (6 meciuri din grupe, sfert de finală din turneul masculin, semifinală din turneul feminin)            | 59.186     | Existent |
| Stade Matmut Atlantique (Bordeaux)                                     | Fotbal (6 meciuri din grupe, sfert de finală din turneul feminin, meciul pentru locul 3 din turneul masculin) | 42.115     | Existent |
| Stade Geoffroy-Guichard (Saint-Étienne)                                | Fotbal (6 meciuri din grupe, sfert de finală din turneul masculin, meciul pentru locul 3 din turneul feminin) | 41.965     | Existent |
| Allianz Riviera (Nice)                                                 | Fotbal (6 meciuri din grupe, sferturi de finală)                                                              | 35.624     | Existent |
| Stade de la Beaujoire (Nantes)                                         | Fotbal (6 meciuri din grupe, sferturi de finală)                                                              | 35.322     | Existent |
| Portul vechi din Marsilia (Marsilia)                                   | Sailing | 5.000      | Existent |
| Taiarapu-Ouest (Tahiti)                                                | Surfing | 5.000      | Existent |
| Centrul Național de Tir (Châteauroux)                                  | Tir | 3.000      | Existent |

#### În afara competiției
| Loc                                          | Evenimente              | Capacitate     | Status    |
| -------------------------------------------- | ----------------------- | -------------- | --------- |
| Champs de Mars, Jardins du Trocadéro și Sena | Ceremonia de deschidere | 30.000 600.000 | Temporar  |
| L'Île-Saint-Denis                            | Satul olimpic           | 17.000         | Adițional |
| l'Aire des vents, Dugny                      | Satul mass-media        | –              | Temporar  |
| Le Bourget Exhibition Center                 | IBC                     | 15.000         | Existent  |
| Palais des congrès de Paris                  | MPC                     | –              | Existent  |

## Ceremonii
În iulie 2021, președintele Paris 2024, Tony Estanguet, a declarat că COJOP2024 realiza un studiu de fezabilitate privind găzduirea ceremoniilor de deschidere și de închidere în afara unui stadion tradițional, astfel încât să poată „îmbina ce este mai bun în Paris - locurile emblematice - cu posibilitatea de a se implica cu sute de mii de oameni, poate chiar mai mulți”. Acest concept de „Jocuri deschise” a fost exemplificat în prezentarea de predare-primire a Parisului 2024 în timpul ceremoniei de închidere a Tokyo 2020, care a prezentat un segment în direct de la o petrecere de vizionare din Place du Trocadéro. Estanguet se aștepta ca locurile de desfășurare a ceremoniilor să fie anunțate până la sfârșitul anului.
La 13 decembrie 2021, s-a anunțat că ceremonia de deschidere va prezenta atleții fiind transportați cu barca de la Pont d'Austerlitz la Pont d'Iéna de-a lungul râului Sena. Traseul de 6 km va trece pe lângă repere precum Luvru, Notre-Dame de Paris și Place de la Concorde și va cuprinde prezentări culturale. Protocolul oficial va avea loc pe un „mini-stadion” de 30.000 de locuri la Trocadéro. Organizatorii au declarat că ceremonia va fi cea mai „spectaculoasă și accesibilă ceremonie de deschidere din istoria Jocurilor Olimpice”, Estanguet declarând că va fi gratuită și estimând că ar putea atrage până la 600.000 de spectatori. Judocanul Teddy Riner și sprintera Marie-José Pérec au aprins vasul olimpic.
La 23 septembrie 2022, s-a anunțat că ceremoniile de închidere se vor desfășura în mod tradițional, acestea urmând să aibă loc pe Stade de France.

### Controverse

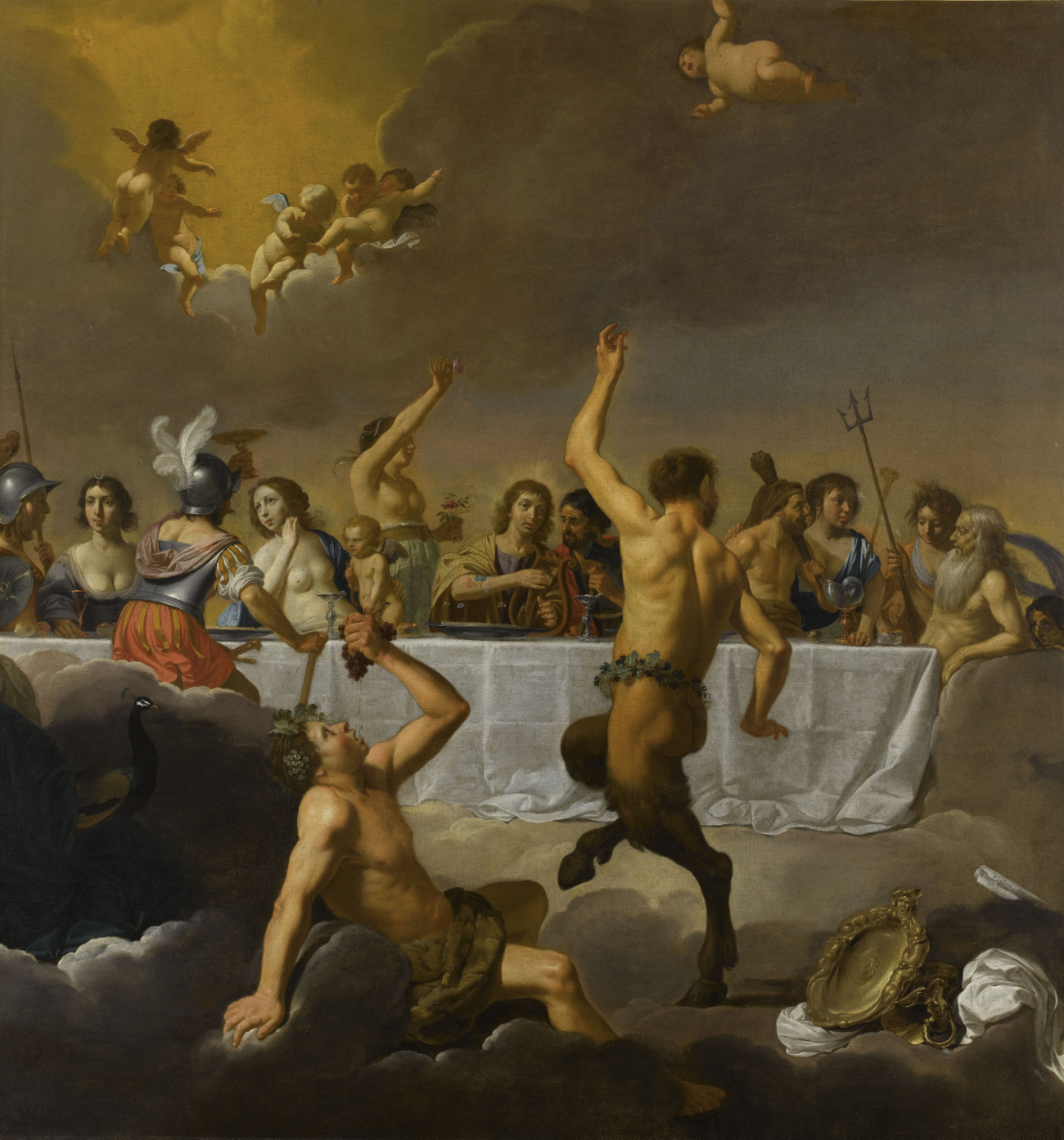
Le Festin des dieux

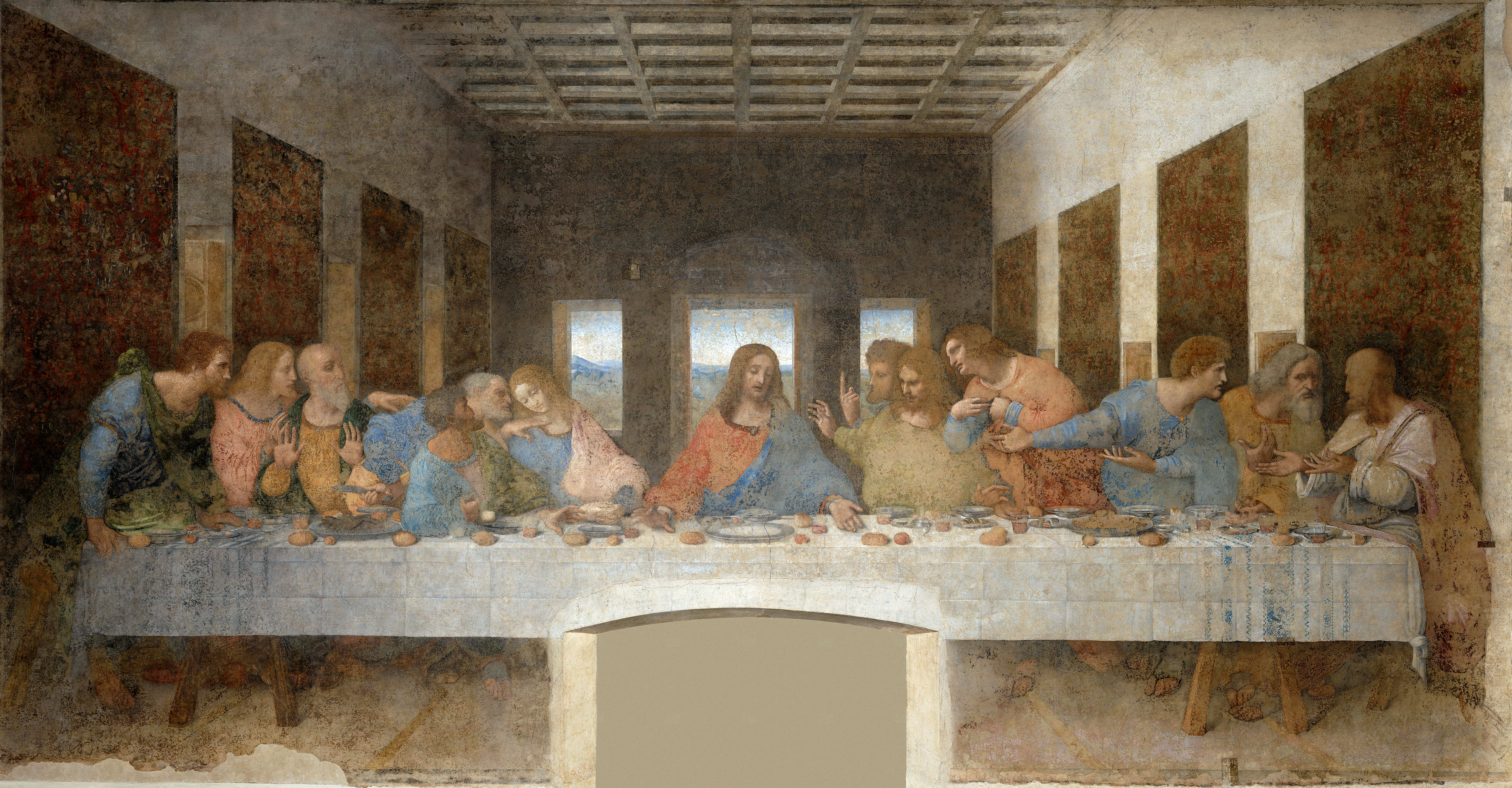
Cina cea de Taină

Ceremonia de deschidere a Jocurilor Olimpice de la Paris 2024 a stârnit controverse semnificative în rândul creștinilor și al altora, datorită unui spectacol care a prezentat personaje drag queen așezate ca în pictura Le Festin des Dieux de Jan van Bijlert, care înfățișează diferiți zei greci participând la un banchet pe Muntele Olimp. Mulți au perceput spectacolul ca o batjocură față de Cina cea de Taină a lui Leonardo da Vinci, care îi portretizează pe Isus și apostolii săi. Cu toate acestea, Sărbătoarea zeilor este la rândul ei o parodie a picturii lui da Vinci (În contextul Reformei, artistul a găsit o stratagemă pentru a picta Cina lui Hristos sub masca unui subiect mitologic).
Criticii din întreaga lume, inclusiv politicieni conservatori și lideri religioși, au condamnat actul ca fiind o blasfemie profund ofensatoare. Aceștia au susținut că portretizarea nu a respectat un eveniment creștin sacru și au cerut scuze din partea organizatorilor. După declanșarea acestui scandal, directorul artistic al ceremoniei, Thomas Jolly, a declarat că nu s-ar fi inspirat de Cina cea de Taină.  Organizatorii și-au cerut scuze, subliniind că spectacolul a fost menit să celebreze diversitatea și toleranța comunității, nu să își bată joc de credințe religioase.

## Jocurile

### Țări participante
Sportivii din Rusia și Belarus au putut participa doar sub un steag neutru din cauza invaziei Rusiei în Ucraina.

### Sporturi olimpice
Pentru prima oară a fost introdusă probe de breakdance. În lista de mai jos, numărul de evenimente din fiecare disciplină este notat între paranteze. 
| - Atletism (48) - Badminton (5) - Baschet (4) - Box (13) - Breakdance (2) - Caiac canoe (16) - Canotaj (14) - Ciclism (22) - Echitație (6) | - Hochei pe iarbă (2) - Fotbal (2) - Gimnastică (18) - Golf (2) - Haltere (10) - Handbal (2) - Înot sincron (2) - Judo (15) - Lupte (18) | - Natație (37) - Navigație (10) - Pentatlon modern (2) - Polo pe apă (2) - Rugby în VII (2) - Sărituri în apă (8) - Scrimă (12) - Skateboard (4) - Surfing (2) | - Taekwondo (8) - Tenis de masă (5) - Tenis de câmp (5) - Tir (15) - Tir cu arcul (5) - Triatlon (3) - Volei (4) |